# Versettla
Die Versettla ist ein 2372 m hoher Gipfel in der Silvretta-Gruppe der Alpen. Sie ist namensgebend für die Einseilumlaufbahn Versettla. Den Gipfel markiert ein Dreifuß aus Holz. Der Zustieg erfolgt entweder von Gaschurn (ca. 1370 hm) oder von der Bergstation der Versettlabahn an der Nova Stoba (ca. 360 hm, ca. 1 Std.).